# クイズ! 加トちゃんの1! 2! 3!
『クイズ! 加トちゃんの1! 2! 3!』（クイズ かトちゃんのワントゥースリー）は、1989年5月7日から1990年1月21日までフジテレビで放送されていたクイズ番組である。フジテレビと渡辺プロダクションの共同製作。放送時間は毎週日曜 12:00 - 12:55 （日本標準時）。

## 概要
加藤茶が司会を務めていた番組。パネラーは、1枠が黒沢年雄、3枠が久本雅美、2・4・5枠がゲスト出演者となっていた。
番組は、スタジオに登場するある特技を持った人物3人の中から本物を当てるクイズを出していた。その後にはトークを行っていた。ラスト問題は、登場した人物1人がどのような人物なのかを当てる「君の名は」で、声優の高坂真琴や『怪獣王子』主演俳優の野村光徳などがこれに登場した。稀に通常と同じクイズを行うこともあった。「君の名は」コーナーのオープニングテーマには、左とん平の「とん平のヘイ・ユウ・ブルース」が使われていた。
トップ賞を獲得した解答者はダーツゲームに挑戦でき、これに成功すると協賛航空会社である日本航空で行くブラジル旅行が贈られた。
司会の加藤は、この番組の最終回をもってフジテレビ日曜正午枠の番組司会から退いた。

## 出演者

### 司会
- 加藤茶（ザ・ドリフターズ）
- 高見知佳
- ヒロコ・グレース

### レギュラー解答者
- 1枠：黒沢年雄
- 3枠：久本雅美

| フジテレビ 日曜12:00枠                                             | フジテレビ 日曜12:00枠                                        | フジテレビ 日曜12:00枠                                                                            |
| 前番組                                                             | 番組名                                                        | 次番組                                                                                            |
| ------------------------------------------------------------------ | ------------------------------------------------------------- | ------------------------------------------------------------------------------------------------- |
| スターと対抗! 家族カウントダウン （1988年10月2日 - 1989年4月16日） | クイズ! 加トちゃんの1! 2! 3! （1989年5月7日 - 1990年1月21日） | 上岡龍太郎のもうダマされないぞ!! ↓ 上岡龍太郎にはダマされないぞ! （1990年2月4日 - 1996年9月30日） |